# Serra do Queimadão
Serra do Queimadão é uma comunidade quilombola brasileira localizada no município de Seabra no estado da Bahia. A comunidade foi certificada pela Fundação Cultural Palmares (FCP) em 12 de setembro de 2005 sob o processo de n.º 54160.005633/2008-66. Em 19 de novembro de 2014, a área de 1 504,4741 hectares foi titulada pela Coordenação de Desenvolvimento Agrário da Bahia (CDA-BA).